# Informiranje
Informíranje ali obvéščanje je oddajanje, razširjanje informacij, enosmerno sporočanje brez povratne zanke. V teoriji in praksi odnosov z javnostmi predstavlja informiranje ali obveščanje enega od štirih razvojnih komunikacijskih modelov, ki izhaja iz prepričanja, da če imajo ljudje informacije, razumejo razloge dejanj in jih tudi sami podpirajo. Pri tem modelu pa gre pravzaprav za razširjanje ugodnih, pozitivnih informacij o organizaciji ali posamezniku in za prikrivanje neugodnih, negativnih, neprijetnih. Odnosi z javnostmi so tradicionalno namreč poskušali vplivati na javnosti v prid organizacij in svojih klientov tako, da so razvijali enosmerno prepričevalno komunikacijo od organizacije k njenim javnostim. Namen obveščanja je spremeniti vedenje javnosti, ne pa tudi vedenja tistega, ki obvešča, zato se je za ta razvojni model odnosov z javnostmi v komunikologiji uveljavil izraz asimetrično ali enosmerno komuniciranje.
Tipična uporaba informiranja namesto komuniciranja je v vladnih in drugih državnih ustanovah.